# Política monetária
Política monetária é a atuação de autoridades monetárias sobre a quantidade de moeda em circulação, de crédito e das taxas de juros controlando a liquidez global do sistema econômico.

## Procura e oferta da moeda

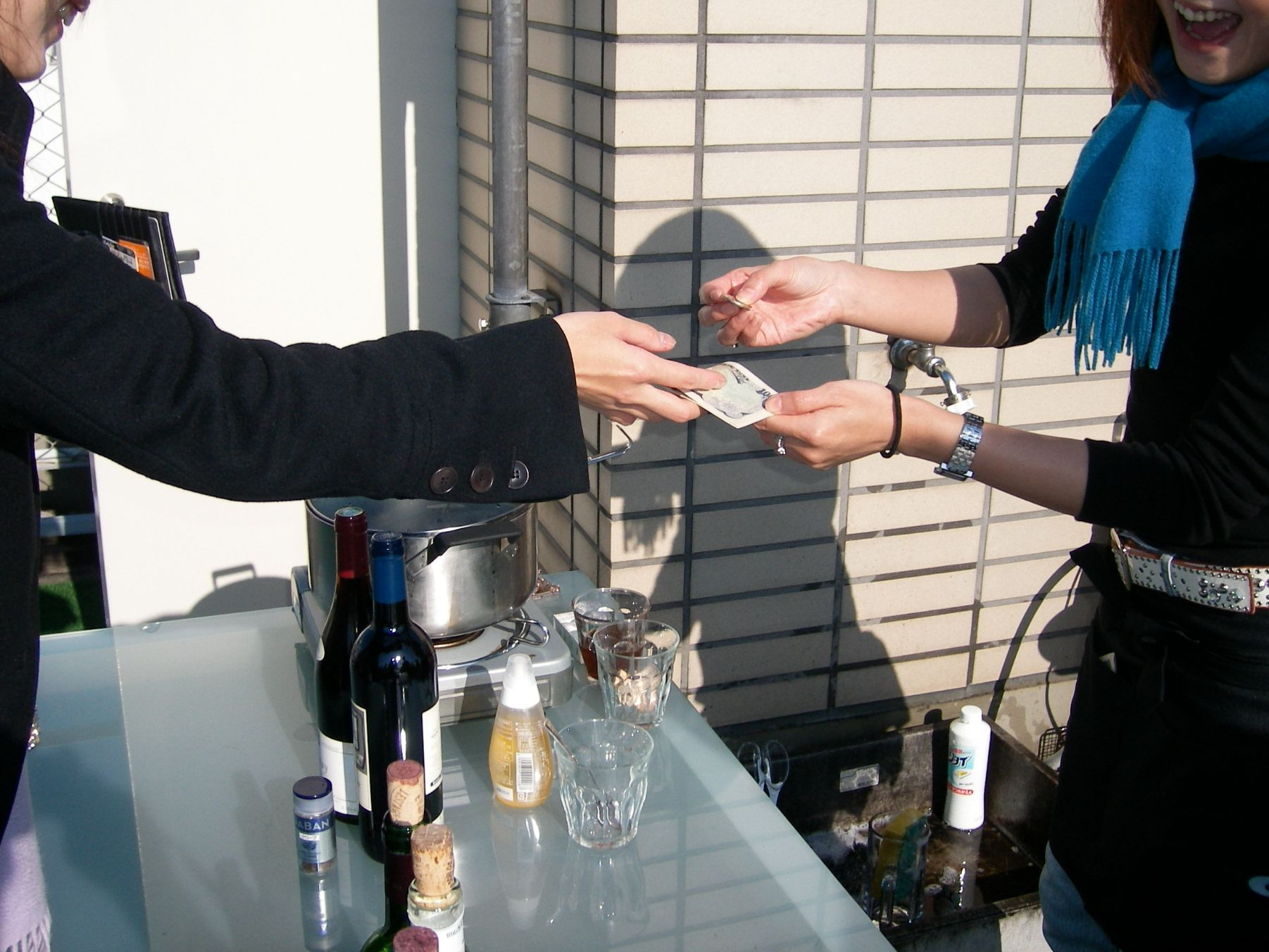
Dinheiro em circulação

A procura por moeda consiste na procura total por dinheiro para dois diferentes usos:
- Moeda como ativo.
- Moeda para transações.

A procura por moeda como um ativo decresce com o aumento da taxa de juros. Isso acontece porque quanto maior a taxa de juros, maior é o custo de oportunidade de ter dinheiro líquido em mãos, já que o mesmo poderia estar depositado em alguma instituição financeira ou investido em obrigações do tesouro onde o rendimento dos juros estimularia o indivíduo a investi-lo.
A procura por moeda para transações como compra e venda de produtos e serviços é completamente independente da taxa de juros. A oferta de moeda também é ou não independente da taxa de juros e é controlada pelo banco central.

## Política monetária expansiva e contracionista
Existem dois principais tipos de política monetária a serem adotados pelo governo; a política rigorosa e a política flexível.
A política monetária expansiva consiste em aumentar a oferta de moeda, reduzindo assim a taxa de juros básica e estimulando investimentos maioritariamente no setor privado. Essa política é adaptada em épocas de recessão visando aumentar a demanda agregada e gerar novos empregos.
Pelo contrário, a política monetária contracionista consiste em reduzir a oferta de moeda, aumentando assim a taxa de juros e reduzindo os investimentos no setor privado. Essa modalidade da política monetária é aplicada quando a economia está a sofrer alta inflação, visando reduzir a procura agregada e, consequentemente, o nível de preços. [carece de fontes?]

## Controle da oferta de moeda
O controle da oferta de moeda é realizado pelo banco central de diferentes formas, sendo a compra e venda de obrigações do tesouro nacional, num mercado de caracter aberto (Open market), a mais comum.
Quando o banco central decide reduzir a taxa de juros, a oferta de moeda deve ser aumentada e a operação de mercado utilizada é a compra de obrigações do tesouro nacional. Comprando esses activos dos bancos, o banco central esta, efetivamente, a fornecer moeda à economia, logo, a taxa de juros diminui. Esta prática denomina uma política monetária expansiva.
Logicamente, para aumentar a taxa de juros, a oferta de moeda deve ser reduzida e a operação de mercado utilizada é a venda de obrigações do tesouro nacional. Vendendo esses ativos aos bancos, o banco central está, na verdade, reduzindo a quantidade de moeda na economia aumentando assim a taxa de juros, denominando uma política monetária contracionista.

## Teoria Quantitativa da Moeda
A Teoria Quantitativa da Moeda tenta explicar por quais razões as pessoas demandam por moeda.
- Motivo Transacional: (Clássico), para meio de pagamento direto, exemplo: contas a pagar, consumos de bens e serviços anteriormente planejados.
- Motivo Precaucional: (Clássico), para meio de pagamento referente a algum imprevisto de escassez.
- Motivo Especulativo: (Keynes), Keynes aceita os dois motivos clássicos e acrescenta o motivo especulativo, que se traduz pela demanda por moeda a fim especulativo.[carece de fontes?]

Fórmula:
- M.V = P.Y

onde: 
- M = Volume de meio de pagamento(a quantidade de moeda DVBC e PMPP);
- Y = Nível de Produção P= Nível de Preço (Inflação/deflação/estabilização);
- V = Velocidade de circulação da moeda (velocidade-renda da moeda).

Esta teoria, desenvolvida pelos economistas chamados "monetaristas", mostra uma relação direta entre volume de moeda em circulação e PIB nominal (lado direito da equação), considerando-se a velocidade do dinheiro constante. Teoricamente, um aumento na quantidade de moeda implica um aumento proporcional no Produto Interno Bruto nominal.
Porém, muitos economistas argumentam que o aumento no PIB nominal se deve unicamente à mudança no nível de preço, já que o nível de produção de um pais em um determinado período de tempo depende exclusivamente da produtividade do pais que é uma função da tecnologia empregada. Neste caso, o PIB real se mantém constante apesar de um aumento no PIB nominal. Em outras palavras, a atividade económica do pais não progrediu, não houve geração de novos empregos e, consequentemente, a inflação acelerou afetando o poder de compra da população.

## Política monetária do Banco Central Europeu

### Objectivo
O Banco Central Europeu (BCE) tem como principal objectivo controlar o aumento anual do índice harmonizado de preços no consumidor dentro da zona euro, inferior a, mas próximo de, 2%, a médio prazo.

### Estratégia política monetária
O BCE controla diretamente as taxas de juro diretoras, esta é a principal estratégia para controlar a inflação na zona euro, incide sobretudo:
- Taxa da facilidade permanente de depósito: taxa de juro paga pelo BCE aos bancos comerciais, pelos depósitos de excedentes de liquidez que estes podem efetuar, junto do BCE.
- Taxa da facilidade permanente de cedência de liquidez: taxa de juro cobrada pelo BCE aos bancos comerciais, pelos créditos que estes podem obter, junto do BCE.
- Taxa principal de refinanciamento: taxa mínima aplicada às operações de cedência de liquidez, efectuadas através de leilões semanais, por um prazo de duas semanas.

O governo tem por obrigação se impor no mercado monetário para que não haja abusos por parte da minoria que está no poder contra a maioria, que é a massa trabalhadora.

## Guerra cambial
O termo é usado por diversos governos e economistas para descrever uma suposta disputa entre países envolvendo as suas moedas. O argumento é de que alguns países estariam “forçando” a desvalorização das suas moedas para beneficiar os seus ganhos com exportação. Os governos têm evitado um confronto directo com a China, mas muitos consideram o país asiático como vilão dessa disputa. Além de ser uma das principais economias do mundo, a China é uma das poucas a manter o regime de câmbio fixo.